# Giovanni D'Onghia
Giovanni D'Onghia (Taranto, 1º aprile 1963) è un allenatore di pallavolo ed ex pallavolista italiano.
Giocò nel ruolo di palleggiatore. Allena la VIS Severiana Montescaglioso.

## Carriera

### Giocatore
La carriera agonistica di Giovanni D'Onghia inizia a livello nazionale nella Serie B1 1988-89 con la maglia dell'Associazione Sportiva Pinuccio Capurso Volley Gioia; con la squadra pugliese ottiene la promozione ed esordisce così in Serie A2. Dopo un'annata in B1 con la Società Sportiva Volley Motula si trasferisce alla Magna Grecia Volley di Matera, dove rimane per diverse stagioni e ottiene due promozioni, arrivando alla Serie A2 partendo dalla quarta divisione nazionale.

### Allenatore
A partire dal campionato 1999-00 intraprende la carriera da allenatore, iniziando come secondo di Ricardo Victor Maldonado alla Pallavolo Femminile Matera, in Serie A1; successivamente allena diverse squadre nelle categorie inferiori, sia maschili che femminili, centrando una promozione dalla Serie B1 alla Serie A2 con il Materdomini Volley di Castellana Grotte.
L'esordio nella massima serie femminile avviene nell'annata 2007-08 con la Murgia Sport Altamura, mentre in ambito maschile arriva nella Serie A1 2008-09, quando subentra a Marco Bonitta alla guida del Prisma Volley di Taranto; terminata questa esperienza torna alla Pallavolo Femminile Matera, conducendola dalla B1 alla A2. Dopo un breve periodo come responsabile del settore giovanile della squadra materana, a metà della Serie B2 2014-15 diventa allenatore della VIS Severiana Montescaglioso.